# Band-Maid
Band-Maid (stylizováno jako BAND-MAID, do roku 2016 také jako BAND-MAID®) je japonská rocková skupina založená v roce 2013.

## Historie
Skupina byla založena v červenci 2013. Zpěvačka a kytaristka Miku Kobato, tehdy pracující jako servírka v japonské "maid-café" kavárně, přišla s nápadem založit hudební skupinu kombinující vizáž japonských servírek s rockovou hudbou. Miku nejdříve na Internetu našla sólovou kytarisku Kanami Tōno. Kanami ze své předchozí kariéry zpěvačky a skladatelky znala bubenicí Akane Hirose, kterou také navrhla na pozici bicích v Band-Maid. Na popud Akane se pak ke skupině přidala její známá z hudební školy, baskytaristka Misa. 24. července 2013 skupina poprvé vystoupila na konkurzu v Ósace, a to jako kvartet s Miku u mikrofonu. Skupina se brzy rozhodla najít hlavní zpěvačku se zvučnějším hlasem, a mezi agenturními zpěvačkami byla vybrána Saiki Atsumi. Jejich první společné vystoupení jako kvintetu se odehrálo 22 října 2013 na P Festivalu v hale Shibuya-AX v Tokiu.
Na počátku kariéry skupina vystupovala živě pouze v Tokijské oblasti. První studiovou nahrávkou bylo mini-album Maid in Japan vydané v lednu 2014, na němž se podíleli zkušení hudebníci Masahiko Fukui a Kentaro Akutsu. V říjnu 2014 vyšel rozšířený single "Ai to Jōnetsu no Matador" (mezinárodně zvaný "Love, Passion, Matador"). V listopadu 2015 skupina vydala své druhé mini-album New Beginning, které zaznamenalo jejich první žebříčkové umístění, když dosáhlo na 64. místo v japonském týdenním žebříčku Oricon. V únoru 2016 se skupina vydala na promoční turné po tokijských koncertních lokacích, završené vyprodaným koncertem 14. února.
V březnu 2016 skupina poprvé vystupovala mimo Japonsko, na Sakura-Conu v americkém Seattlu. Třetí mini-album, první u většího vydavatele (mezinárodně JPU Records, v Japonsku Crown Stones patřící pod Nippon Crown), bylo vydáno v květnu 2016 pod jménem Brand New Maid. tato nahrávka dosáhla 19. místa na japonském týdenním albovém žebříčku. V říjnu a listopadu 2016 skupina jela na první světové turné zahrnující Mexiko, Hongkong a 6 evropských zemí.
První album plné stopáže, Just Bring It, skupina vydala v lednu 2017. Single "YOLO" z tohoto alba byl publikován už v listopadu 2016. Toto album dosáhlo na 16. pozici v japonském žebříčku. 23. – 24. července 2017 skupina vystoupila na udílení cen a festivalu Golden Melody Awards na Tchaj-wanu. Rozšířený single "Daydreaming/Choose Me" byl vydán v červenci 2017. V listopadu 2017 se skupina coververzí písně "Honey" japonské kei-rockové skupiny Mucc podílela na upomínkovém albu Tribute of Mucc -En-.
Druhé plnohodnotné album World Domination bylo vydáno 14. února 2018. Album dosáhlo až na 9. pozici v japonském žebříčku. Současně vyšla re-edice prvotiny Maid in Japan se dvěma bonusovými písněmi. Zatímco původní vydání nepřineslo žebříčková umístění, re-edice na japonském albovém žebříčku dosáhla na 26. místo. Další světové turné skupino začalo 1. dubna 2018 koncertem během Warped Tour v Tokiu.
Další rozšířený single, "Start-Over", skupina vydala 25. července 2018. Singly "Glory" a "Bubble" následovaly společně 16. ledna 2019. Pod alternativním jménem "Band-Maiko" skupina 3. dubna 2019 vydala eponymní EP, v němž na sebe místo svého obvyklého vzezření servírek ze současných japonských kaváren vzaly historickou podobu "maiko", učednic gejšovského stavu. Nahrávka obsahuje předělávky vlastních skladeb za použití tradičních japonských nástrojů a s texty v kjótském dialektu japonštiny.
V dubnu 2019 skupina oznámila mezinárodní turné ve spolupráci s Live Nation Entertainment, po Velké Británii, Francii, Německu, Tchaj-wanu a USA.
Třetí řadová deska Conqueror byla vydána nejdříve digitálně 4. prosince 2019. O týden později následovalo vydání fyzických nosičů. Píseň "Dragon Cries" z tohoto alba produkoval Tony Visconti. Deska dosáhla na 9. pozici v japonském žebříčku, a na 1. místo v japonském rockovém žebříčku. V prosinci 2019 bylo také oznámeno, že si členky Band-Maid zahrají samy sebe ve filmu Kate produkovaném Netflixem. První oficiální živý záznam kapely byl vydán 29. dubna 2020 - Band-Maid World Domination Tour [Shinka] at Line Cube Shibuya.
Čtvrtá plnohodnotná řadová deska, Unseen World, vyšla v lednu 2021.

## Image a hudba

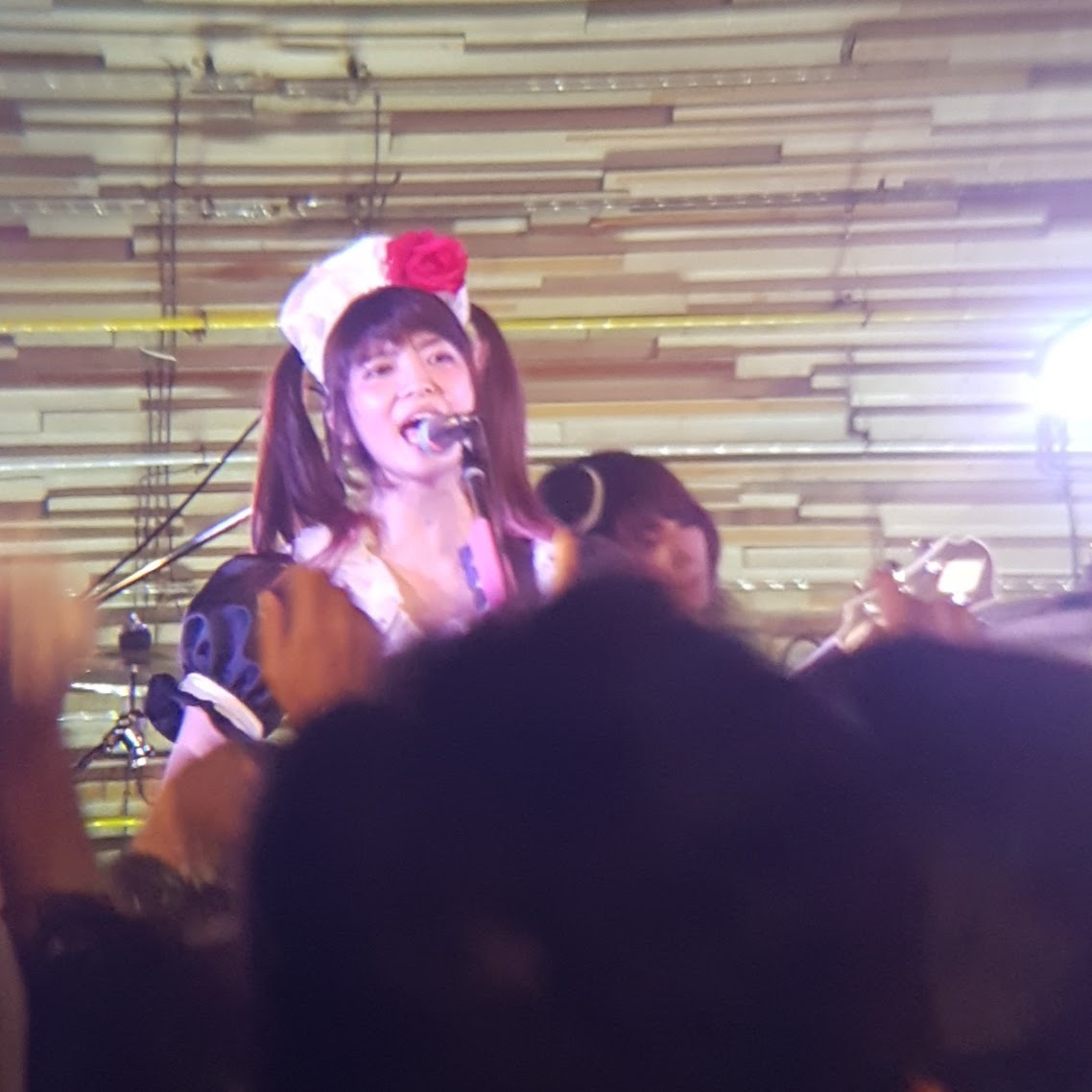
Miku Kobato a Akane Hirose (vzadu) při vystupení (2017).

Image Band-Maid je založena na uniformách servírek z japonských "maid café" kaváren, s individuálními úpravami odpovídajícími rozdílným osobnostem každé členky skupiny. V jednom z mnoha interview skupina vysvětlila, že tento nápad vzešel z hlavy zakládající členky Miku Kobato, která v minulosti sama pracovala jako servírka v "maid café" v tokijské čtvrti Akihabara. Kostýmy jsou dále doplněny tím, že skupina své fanoušky nazývá "pány" a fanynky "princeznami", a koncerty nazávají "obsluhováním". "Služebnický" vzhled členek skupiny má být v ostrém kontrastu s agresivním a sebevědomým rockovým stylem jejich hudby. Skupina má dvě vokalistky s různými hlasovými dispozicemi, aby umožnila pestřejší volbu výrazových prostředků a širší možnosti kombinace vokálních prvků. Texty písní i názvy skladeb už od počátku působení skupiny kombinují japonštinu a angličtinu.
Miku Kobato si v dětství oblíbila japonský hudební styl "enka", a skupina Tokyo Jihen ji pak přivedla k rocku. Kolem roku 2012 navštěvovala školu zpěvu, na kytaru začala hrát až se založením Band-Maid v roce 2013.
Saiki Atsumi se začala věnovat zpěvu ve 14 letech, později se stala agenturní zpěvačkou. Band-Maid je její první skupinou.
Kanami Tōno je fanynkou Carlose Santany. Od útlého věku se učila klasické hře na piano, na kytaru začala hrát až na střední škole.
Akane Hirose je fanynkou skupin Deep Purple a Maximum the Hormone, především pak bubenice Nao Kawakita z druhé jmenované skupiny. V minulosti hrála také na trombon a na piano.
MISA obdivuje baskytarisktu Paz Lenchantin, skupinu Smashing Pumpkins a Jimiho Hendrixe. Ve věku 3 nebo 4 let začala studovat hru na piano, ale také ovládá hru na trumpetu, altový roh a kytaru.

## Sestava
- Miku Kobato (Kobatová, jap. 小鳩 ミク) - rytmická kytara, zpěv
- Kanami Tōno (Tōnoová, jap. 遠乃 歌波) - sólová kytara
- Akane Hirose (Hiroseová, jap. 廣瀬 茜) - bicí, perkuse
- Misa (stylizováno jako MISA) - baskytara
- Saiki Atsumi (Atsumiová, jap. 厚見 彩姫) - sólový zpěv

## Diskografie

### Studiová alba
| Název            | Detaily | Žebříčky      | Žebříčky      | Žebříčky | Žebříčky       | Žebříčky |
| Název            | Detaily | JPN Oricon    | JPN Billboard | UK Ind   | UK Indie Break | UK Rock  |
| ---------------- | --- | ------------- | ------------- | -------- | -------------- | -------- |
| Maid in Japan    | - Vydáno: - 8. leden 2014 - 14. únor 2018 (re-edice) - Vydavatel: Gump Records, Crown Stones (re-issue) - Formáty: CD, digitální distribuce | 26 (re-edice) | 22            | —        | —              | —        |
| New Beginning    | - Vydáno: 18. listopad 2015 - Vydavatel: Gump Records - Formáty: CD+DVD, digitální distribuce                                               | 64            | 49            | —        | —              | —        |
| Brand New Maid   | - Vydáno: 18. květen 2016 - Vydavatel: Crown Stones, JPU Records - Formáty: CD, CD+DVD, digitální distribuce                                | 19            | 15            | —        | —              | —        |
| Just Bring It    | - Vydáno: 11. leden 2017 - Vydavatel: Crown Stones, JPU Records - Formáty: CD, digitální distribuce                                         | 16            | 20            | 49       | 13             | 17       |
| World Domination | - Vydáno: 14. únor 2018 - Vydavatel: Crown Stones, JPU Records - Formáty: CD, CD+DVD, CD+BD, digitální distribuce                           | 9             | 7             | —        | —              | —        |
| Conqueror        | - Vydáno: 4. prosinec 2019 - Vydavatel: Revolver Records, JPU Records - Formáty: CD, CD+DVD, CD+BD, digitální distribuce                    | 9             | 9             | 29       | 4              | 11       |
| Unseen World     | - Vydáno: 13. leden 2021 - Vydavatel: Pony Canyon - Formáty: CD, CD+DVD, 2CD+BD, digitální distribuce                                       | 8             | 6             | —        | —              | —        |

### EP
| Band-Maiko (jako Band-Maiko) | - Vydáno: 3. duben 2019 - Vydavatel: Revolver Records - Formáty: CD, CD+DVD, digitální distribuce   | 15 | 11 |
| Unleash                      | - Vydáno: 21. září 2022 - Vydavatel: Pony Canyon - Formáty: CD, CD+DVD, CD+BD, digitální distribuce | 9  | 9  |

### Singly
| Názek                                                                       | Rok  | Žebříčky   | Žebříčky      | Album                         |
| Názek                                                                       | Rok  | JPN Oricon | JPN Billboard | Album                         |
| --------------------------------------------------------------------------- | ---- | ---------- | ------------- | ----------------------------- |
| "Ai to Jōnetsu no Matador" (愛と情熱のマタドール, "Love, Passion, Matador") | 2014 | —          | —             | Maid in Japan (2018 re-edice) |
| "YOLO"                                                                      | 2016 | 36         | —             | Just Bring It                 |
| "Daydreaming / Choose Me"                                                   | 2017 | 20         | —             | World Domination              |
| "Start Over"                                                                | 2018 | 16         | 65            | —                             |
| "Glory"                                                                     | 2019 | 12         | 70            | Conqueror                     |
| "Bubble"                                                                    | 2019 | 14         | —             | Conqueror                     |
| "Different"                                                                 | 2020 | 19         | —             | —                             |
| "Sense"                                                                     | 2021 | 14         | —             | —                             |

#### Digitální singly
| Názevtle                              | Rok  | Žebříčky   | Žebříčky      | Album      |
| Názevtle                              | Rok  | JPN Oricon | JPN Billboard | Album      |
| ------------------------------------- | ---- | ---------- | ------------- | ---------- |
| "Secret Maiko Lips" (jako Band-Maiko) | 2018 | —          | —             | Band-Maiko |
| "Endless Story"                       | 2019 | —          | —             | Conqueror  |

### DVD / Blu-ray
| Název                                                                               | Detaily                                                                   | Pozice v žebříčcích | Pozice v žebříčcích | Prodeje  |
| Název                                                                               | Detaily                                                                   | JPN                 | JPN                 | Prodeje  |
| Název                                                                               | Detaily                                                                   | DVD                 | Blu-ray             | Prodeje  |
| ----------------------------------------------------------------------------------- | ------------------------------------------------------------------------- | ------------------- | ------------------- | -------- |
| Band-Maid World Domination Tour [Shinka] at Line Cube Shibuya (Shibuya Public Hall) | - Vydáno: 29. duben 2020 - Vydavatel: Revolver Records - Formáty: DVD, BD | 8                   | 10                  | - JPN: — |

## Hudební videa
| Píseň                  | Rok  | Režie            | Odkaz              |
| ---------------------- | ---- | ---------------- | ------------------ |
| "Thrill" (スリル)      | 2014 |                  |                    |
| "Real Existence"       | 2015 | Takayuki Kojima  |                    |
| "Don’t Let Me Down"    | 2015 | Takayuki Kojima  |                    |
| "Alone"                | 2016 | Ryōji Aoki       |                    |
| "The Non-fiction Days" | 2016 | Ryōji Aoki       |                    |
| "Before Yesterday"     | 2016 |                  |                    |
| "Order"                | 2016 | Ryōji Aoki       | Brand New Maid DVD |
| "YOLO"                 | 2016 | Ryōji Aoki       |                    |
| "Don't You Tell Me"    | 2017 | Ryōji Aoki       |                    |
| "Secret My Lips"       | 2017 | Ryōji Aoki       |                    |
| "Daydreaming"          | 2017 | Ryōji Aoki       |                    |
| "Choose Me"            | 2017 | Ryōji Aoki       |                    |
| "Domination"           | 2018 | Toshikazu Tamura |                    |
| "Dice"                 | 2018 | Ryōji Aoki       |                    |
| "Secret Maiko Lips"    | 2018 | Ryōji Aoki       |                    |
| "Start Over"           | 2018 | Ryōji Aoki       |                    |
| "Glory"                | 2018 | Ryōji Aoki       |                    |
| "Bubble"               | 2019 | Ryōji Aoki       |                    |
| "Gion-cho"             | 2019 | Ryōji Aoki       |                    |
| "Endless Story"        | 2019 | Ryōji Aoki       |                    |
| "Rinne" (輪廻)         | 2019 | Ryōji Aoki       |                    |
| "Blooming"             | 2019 | Ryōji Aoki       |                    |
| "The Dragon Cries"     | 2020 | Ryōji Aoki       |                    |
| "Different"            | 2020 | Ryōji Aoki       |                    |
| "Manners"              | 2021 | Ryōji Aoki       |                    |
| "Warning!"             | 2021 | Ryōji Aoki       |                    |
| "After Life"           | 2021 | Pennacky         |                    |